# Didier Lourenço
Didier Lourenço   (Premià de Mar, 1968 - 27 de juliol de 2023) va ser un artista català.

## Trajectòria
Els seus orígens com a artista cal buscar-los en el taller de litografia del seu pare d'origen portuguès, Fulvio, en el qual va començar a treballar de molt jove. Allà va entrar en contacte amb els artistes catalans més destacats de finals dels anys 80 i principis dels 90 com Josep Maria Subirachs, Francesc Artigau, Josep Pla-Narbona, Javier Montesol, Josep Guinovart, Jordi Alumà, Rafael Bartolozzi, Simó Buson, Montserrat Gudiol, Javier Mariscal, Perico Pastor o Joan Pere Viladecans.
En la seva trajectòria va ser un punt d'inflexió el fet de guanyar el Premi Banc de Sabadell del 1991 en el certamen de Pintura Jove de la Sala Parés. El guardó va comportar una exposició col·lectiva, sota el títol "7 Noves Realitats" a la Sala Vayreda de Barcelona, que va donar a conèixer el treball de l'artista premianenc a un bon nombre de galeristes de Catalunya. Un any després va realitzar la seva primera exposició en solitari. El 1995 es va establir en el seu propi estudi.
A partir del 2000 una de les empreses d'edició de pòsters d'art més importants del món, Winn-Devon, va catapulatar-lo internacionalment amb la producció de pòsters de les seves obres. Gràcies a aquesta empresa, els quadres de Didier Lourenço van ser reproduïts per a col·leccions de pòsters que es van vendre per tot el món.
L'èxit del pintor no va passar desapercebut per a diverses galeries d'art als Estats Units (New York, Miami, Atlanta, Seattle, Los Angeles, Nashville), entre d'altres. Així va exhibir la seva obra a tot el món, amb especial reconeixement durant els últims anys en països asiàtics com Corea del Sud, Singapur o Hong-Kong. Tenia el taller a Premià de Mar (Barcelona).
Va morir de càncer als 55 anys.

## Estil
Com a artista autodidacta, l'obra de Didier Lourenço té un caràcter molt personal i inconfusible, basant-se al principi en el paisatge mediterrani, el paisatge urbà i en escenes quotidianes, tots ells elements de la realitat que envolta a l'artista. Amb el pas del temps, el seu treball ha evolucionat fins a convertir-se en una obra molt més intimista i imaginativa, basada en l'ésser humà i les seves emocions. En l'obra de Lourenço són molt importants tant la riquesa en els matisos com la matèria, on les textures i els colors guanyen en importància per oferir una impressió gairebé mineral.

## Litografies destacades
| Client               |
| -------------------- |
| Del Monte Fruits     |
| Lindt                |
| Merk                 |
| Bassat Ogilvy        |
| Bombers de Barcelona |
| TV3 25 anys          |
| Gremi de Llibreters  |
| Hiscox               |